# Julie Duvillard
Julie Duvillard (16 aprile 1978) è un'ex sciatrice alpina e sciatrice freestyle francese.

## Biografia
Julie Duvillard, originaria di Megève, proviene da una famiglia di grandi tradizioni nello sci alpino: è figlia di Henri (a sua volta fratello di Adrien senior e zio di Adrien junior) e Britt Lafforgue (a sua volta figlia di Maurice e della svedese May Nilsson, nipote dello svedese Åke Nilsson, sorella gemella di Ingrid) e sorella di Kristina, tutti sciatori alpini di alto livello.
Gareggiò prevalentemente nello sci alpino: attiva in gare FIS dal dicembre del 1994, la Duvillard esordì in Coppa Europa il 10 febbraio 1997 a Crans-Montana in slalom gigante (50ª) e in Coppa del Mondo il 28 dicembre 2002 a Semmering nella medesima specialità, senza completare la prova. In Coppa Europa conquistò due podi, entrambi in slalom gigante: il 10 marzo 2003 a Piancavallo (3ª) e il 17 gennaio 2005 a Courchevel (2ª); sempre nel 2005 prese parte ai suoi unici Campionati mondiali, classificandosi 17ª nella discesa libera della rassegna iridata di Bormio/Santa Caterina Valfurva, e ottenne il suo miglior piazzamento in Coppa del Mondo, il 26 febbraio a San Sicario nella medesima specialità (21ª). Si ritirò durante la stagione 2005-2006 e la sua ultima gara fu la discesa libera di Coppa del Mondo disputata il 21 gennaio a Sankt Moritz, chiusa dalla Duvillard al 46º posto.
Nel 2002 gareggiò anche nel freestyle, specialità ski cross, prendendo parte a una tappa di Coppa del Mondo il 30 novembre a Tignes: il 21º posto ottenuto in quell'occasione fu il suo unico piazzamento agonistico nella disciplina.

## Palmarès

### Sci alpino

#### Coppa del Mondo
- Miglior piazzamento in classifica generale: 96ª nel 2005

#### Coppa Europa
- Miglior piazzamento in classifica generale: 37ª nel 2003
- 2 podi:
  - 1 secondo posto
  - 1 terzo posto

#### South American Cup
- Miglior piazzamento in classifica generale: 3ª nel 2000, nel 2003 e nel 2004
- 9 podi:
  - 3 vittorie
  - 3 secondi posti
  - 3 terzi posti

##### South American Cup - vittorie
| Data           | Località       | Paese     | Specialità |
| -------------- | -------------- | --------- | ---------- |
| 21 agosto 1999 | Antillanca     | Cile      | SL         |
| 4 agosto 2002  | Chapelco       | Argentina | GS         |
| 8 agosto 2003  | Cerro Catedral | Argentina | SL         |

Legenda:

GS = slalom gigante

SL = slalom speciale

#### Australia New Zealand Cup
- 1 podio:
  - 1 terzo posto

#### Campionati francesi
- 2 medaglie:
  - 2 bronzi (supergigante nel 2003; slalom gigante nel 2004)

### Freestyle

#### Coppa del Mondo
- Miglior piazzamento in classifica generale: 96ª nel 2003
- Miglior piazzamento nella Coppa del Mondo di ski cross: 31ª nel 2003